# 柴田隆三
柴田 隆三（しばた りゅうぞう、1922年2月23日 - 2010年11月13日）は、日本の経営者。東京建物社長、会長を務めた。

## 経歴
京都府出身。1944年に慶應義塾大学経済学部経済学科を卒業し、1945年12月に安田銀行(のちの富士銀行)に入行。1970年5月に取締役に就任し、1972年11月に常務を経て、1975年5月に副頭取に就任。1979年3月に東京建物社長に就任し、1989年3月に会長、1993年3月に相談役を経て、1999年3月には特別顧問に就任。
1992年4月に勲三等瑞宝章を受章。
2010年11月13日、心不全のために死去。88歳没。